# Neocteniza coylei
Espèce
Neocteniza coylei est une espèce d'araignées mygalomorphes de la famille des Idiopidae.

## Distribution
Cette espècese rencontre au Pérou dans la région de Madre de Dios et au Brésil en Acre,,.

## Description
La femelle holotype mesure 21,22 mm.
Le mâle décrit par Gomes, dos Santos, Almeida, Cipola et de Morais en 2024 mesure 7,84 mm.

## Systématique et taxinomie
Cette espèce a été décrite par Goloboff et Platnick en 1992.

## Étymologie
Cette espèce est nommée en l'honneur de Frederick A. Coyle qui a collecté l'holotype.

## Publication originale
- Goloboff & Platnick, 1992 : « New spiders of the mygalomorph genus Neocteniza (Araneae, Idiopidae). » American Museum Novitates, no 3054, p. 1-9 (texte intégral).